# Butter (singel)
Butter – singel południowokoreańskiej grupy BTS, wydany cyfrowo 21 sierpnia 2020 roku przez Big Hit i Sony Music. Utwór jest w całości nagrany w języku angielskim, jest utrzymany w stylu dance-pop, disco-pop oraz EDM. Został napisany przez Jennę Andrews, RM-a, Alexa Bilowitza, Sebastiana Garcię, Roberta Grimaldiego, Stephena Kirka i Rona Perry’ego, a producentami piosenki są trzej ostatni wymienieni. Piosenka otrzymała wiele pozytywnych opinii od krytyków.

## Początki
Lider zespołu, RM wspominał w wywiadzie dla Apple Music: „nie spodziewali się wydania kolejnego singla, ale ten wirus zostawał dłużej i dłużej, więc pomyśleliśmy, że potrzebujemy kolejnej letniej piosenki. Pomyśleliśmy, że potrzebujemy kolejnego letniego numeru, a «Butter» idealnie się do tego nadawał.”. J-Hope opisał proces nagrywania jako „gładki”, a utwór jako „skupiony bardziej na ukazaniu uroków każdego z członków w porównaniu z «Dynamite»”.

## Tworzenie
„Butter” to utwór taneczno-popowy przepełnionym łagodnym, ale charyzmatycznym urokiem BTS. Magazyn „Rolling Stone” opisał go jako „czystą, zapierającą dech w piersiach imprezę taneczno-popową w stylu retro Bruno Marsa, z warstwami syntezatorów w stylu Jama i Lewisa”. Lider zespołu określił piosenkę jako „bardzo energetyczną” i „bardzo wakacyjną”. „Forbes” nazwał go „zaraźliwym disco-popowym utworem” podobnym do «Dynamite»”, z „pulsującym, mocnym basowym beatem i rozkosznym refrenem”. „Butter” został sklasyfikowany jako utwór dance-pop i EDM w stylu lat 80. i 90. XX wieku, z elementami pop-rapu.
Podczas konferencji prasowej, która odbyła się w dniu premiery utworu, RM ujawnił, że chociaż zespół chciał uczestniczyć w pisaniu kolejnego singla, to wierzyli, że „Butter” brzmiał „całkiem dobrze” i „kompletnie”, kiedy go otrzymali. Dlatego też wybrali go spośród wielu piosenek, które zostały im przesłane do rozpatrzenia. Wyjaśnił też, że „zmienił lub dodał około połowy oryginalnych fragmentów rapu”, ponieważ „niektóre części, takie jak rap, nie były w pełni zgodne z [ich] stylem” i pomimo tego, że nadal były „pewne luki” w jego płynnej znajomości języka angielskiego „powstały bardzo szybko, ponieważ w piosence nie było zbyt wielu wstawek rapowych”. Suga również próbował pisać tekst do utworu, ponieważ przez poprzedni rok aktywnie uczył się angielskiego, ale bariera językowa nadal stanowiła problem, więc jego sugestie zostały „natychmiast odrzucone. Żadnych pytań, żadnych rozważań – po prostu natychmiast wyrzucone”.
18 maja 2021 roku został wydany spot reklamujący singel zawierający pierwszy podgląd na teks piosenki; pod koniec klipu było słychać wers: „Get it! Let it roll!”. Koreańskie media informacyjne pisały, że tekst „uroczo wyznaje słodką, romantyczną miłość” i ma „bezkonkurencyjny gładki jak masło wdzięk BTS, który wtopił się w piosenkę”.

## Promocja i wydanie
5 kwietnia 2021 roku, kilka dni po wydaniu ich japońskiego utworu „Film Out”, ujawniono, że BTS wydadzą nową piosenkę w maju. Jednak Big Hit Music ogłosiło, że „ujawni plany swoich artystów po ich sfinalizowaniu”. 26 kwietnia, podczas godzinnej transmisji na żywo na YouTube, zostały ogłoszone tytuł i data wydania singla. Film zawierał odliczanie z odgłosami z kuchni w tle, a pod koniec transmisji pojawił się tekst „Butter” i „May 21, 2021”. Transmisję na żywo obejrzało ponad 12,8 miliona osób. Zdjęcia koncepcyjne i zwiastuny wideo do piosenki, która miała być drugim anglojęzycznym singlem BTS, zostały udostępnione za pośrednictwem oficjalnych mediów społecznościowych zespołu w następnych tygodniach. Zespół zorganizował globalną konferencję prasową godzinę po wydaniu singla.

### Teledysk
15 minut przed rozpoczęciem premiery BTS pojawili się z filmikiem, gdzie odliczali czas do wydania swojego kolejnego singla. Premierę na żywo oglądało 3,9 miliona osób z całego świata. Premiera teledysku miała miejsce 21 maja 2021 roku o godzinie 6.00 rano czasu polskiego. Teledysk pobił wiele rekordów, jest pierwszym w historii najszybszym filmem na YouTube który zyskał ponad 100 milionów wyświetleń w ciągu 13 minut, poprzednim teledyskiem było "Dynamite", który zyskał tę samą oglądalność w 20 minut. Kolejny rekord padł po 24 godzinach od wydania teledysku.

## Listy utworów
7-calowe płyty gramofonowe i kaseta
1. „Butter” – 2:45

Digital
1. „Butter” – 2:45
2. „Butter” (Instrumental) – 2:42

Digital (Hotter, Sweeter, Cooler)
1. „Butter” – 2:45
2. „Butter” (Hotter remix) – 2:46
3. „Butter” (Sweeter remix) – 2:41
4. „Butter” (Cooler remix) – 2:41
5. „Butter” (Instrumental) – 2:42

Singel CD
1. „Butter” – 2:44
2. „Permission to Dance” – 3:07
3. „Butter” (Instrumental) – 2:42
4. „Permission to Dance” (Instrumental) – 3:07

## Notowania

### Nagrody w programach muzycznych
| Program                   | Data            |
| ------------------------- | --------------- |
| Music Bank (KBS2)         | 4 czerwca 2021  |
| Music Bank (KBS2)         | 16 lipca 2021   |
| Inkagayo (SBS)            | 30 maja 2021    |
| Inkagayo (SBS)            | 6 czerwca 2021  |
| Inkagayo (SBS)            | 13 lipca 2021   |
| Show! Music Core (MBC)    | 29 maja 2021    |
| Show! Music Core (MBC)    | 5 czerwca 2021  |
| Show! Music Core (MBC)    | 12 czerwca 2021 |
| Show! Music Core (MBC)    | 19 czerwca 2021 |
| Show! Music Core (MBC)    | 26 czerwca 2021 |
| Show Champion (MBC Music) | 2 czerwca 2021  |
| Show Champion (MBC Music) | 16 czerwca 2021 |
| Show Champion (MBC Music) | 23 czerwca 2021 |

### Notowania
| Lista                            | Najwyższa pozycja |
| -------------------------------- | ----------------- |
| Billboard Hot 100 (USA)          | 1                 |
| Rolling Stone Top 100 (USA)      | 1                 |
| Singles (OCC Wielka Brytania)    | 3                 |
| K-pop Hot 100 (Korea Południowa) | 1                 |
| Gaon (Korea Południowa)          | 1                 |
| ZPAV (Polska)                    | 1                 |
| Oricon (Japonia)                 | 1                 |
| Billboard Japan (Japonia)        | 1                 |
| OGC (Niemcy)                     | 6                 |
| SNEP (Francja)                   | 7                 |
| Canadian Hot 100 (Kanada)        | 2                 |

## Osiągnięcia
Utwór „Butter” spędził 10 tygodni na 1. miejscu w rankingu Billboard Hot 100, bijąc rekord innego zespołu "I Don’t Wanna To Miss A Thing" Aerosmith's.

### Rekordy Guinnessa
| Rok  | Nagroda                                                                                  | Źródło |
| ---- | ---------------------------------------------------------------------------------------- | ------ |
| 2021 | Największa oglądalność premiery teledysku na YouTube                                     | [ 29 ] |
| 2021 | Największa oglądalność premiery filmu na YouTube                                         | [ 29 ] |
| 2021 | Największa liczba odtworzen teledysku w ciągu 24 godzin na YouTube                       | [ 29 ] |
| 2021 | Największa liczba odtworzeń teledysku w ciągu 24 godzin na YouTube wśród artystów k-popu | [ 29 ] |
| 2021 | Najczęściej odtwarzany utwór na Spotify w ciągu 24 godzin                                | [ 29 ] |